# Văn Lang, Thái Nguyên
Văn Lang là một xã ở phía bắc của tỉnh Thái Nguyên, Việt Nam.

## Địa lý
Xã Văn Lang có vị trí địa lý:
- Phía đông giáp xã Cường Lợi và xã Na Rì
- Phía tây giáp xã Vĩnh Thông
- Phía nam giáp xã Côn Minh và xã Trần Phú
- Phía bắc giáp xã Hiệp Lực và xã Thượng Quan.

Xã Văn Lang có diện tích 171,59 km², dân số năm 2025 là 7.558 người.

## Lịch sử
Ngày 10 tháng 1 năm 2020, Ủy ban Thường vụ Quốc hội ban hành nghị quyết về việc sắp xếp các đơn vị hành chính cấp xã thuộc tỉnh Bắc Kạn (có hiệu lực từ ngày 1 tháng 2 năm 2020), theo đó sáp nhập toàn bộ diện tích và dân số của hai xã Ân Tình (diện tích 22,32 km², dân số là 1.155 người) và Lạng San thành xã Văn Lang (diện tích 34,88 km², dân số là 1.750 người).
Tháng 6 năm 2025, xã Văn Lang được thành lập trên cơ sở nhập toàn bộ diện tích tự nhiên, quy mô dân số của xã Kim Hỷ (có diện tích tự nhiên là 76,24 km², quy mô dân số là 1.958 người), xã Lương Thượng (có diện tích tự nhiên là 38,55 km², quy mô dân số là 2.348 người) và xã Văn Lang (có diện tích tự nhiên là 56,81 km², quy mô dân số là 3.252 người) của huyện Na Rì. Trụ sở làm việc của xã nằm tại xã Lương Thượng cũ.

## Hành chính
Đến năm 2019, xã Ân Tình có bốn thôn là Nà Lẹng, Cốc Phia, Nà Dường, Thẳm Mu.
Xã Lạng San có 11 thôn là Bản Sảng, Chợ Mới, To Đoóc, Nà Diệc, Chợ Cũ, Phiêng Bang, Bản Kén, Khau Lạ, Nà Hiu, Nặm Cà, Khuổi Sáp.
Xã Kim Hỷ có 10 thôn là Lũng Cậu, Nà Ản, Khuổi Phầy, Cốc Tém, Bản Vin, Bản Vèn, Nà Lác, Nà Mỏ, Kim Vân, Bản Kẹ.
Xã Lương Thượng có năm thôn là Khuổi Nộc, Nà Làng, Pàn Xả, Bản Giang, Vằng Khít.